# Volutaria somalensis
Volutaria somalensis là một loài thực vật có hoa trong họ Cúc. Loài này được (Oliv. & Hiern) C.Jeffrey ex Cuf. miêu tả khoa học đầu tiên năm 1967.